# Lijst van nummer 1-hits in de Radio 2 Top 30 in 1972
Deze hits stonden in 1972 op nummer 1 in de BRT Top 30, de voorloper van de huidige Vlaamse Radio 2 Top 30.
| Nummer | Datum        | Artiest            | Titel                                           |
| ------ | ------------ | ------------------ | ----------------------------------------------- |
| 35     | 1 januari    | Tony Christie      | (Is This the Way to) Amarillo                   |
| 36     | 8 januari    | Mouth & MacNeal    | How Do You Do                                   |
|        | 15 januari   | Mouth & MacNeal    | How Do You Do                                   |
|        | 22 januari   | Mouth & MacNeal    | How Do You Do                                   |
|        | 29 januari   | Mouth & MacNeal    | How Do You Do                                   |
|        | 5 februari   | Mouth & MacNeal    | How Do You Do                                   |
|        | 12 februari  | Mouth & MacNeal    | How Do You Do                                   |
| 37     | 19 februari  | Middle of the Road | Sacramento                                      |
|        | 26 februari  | Middle of the Road | Sacramento                                      |
|        | 4 maart      | Middle of the Road | Sacramento                                      |
|        | 11 maart     | Middle of the Road | Sacramento                                      |
|        | 18 maart     | Middle of the Road | Sacramento                                      |
|        | 25 maart     | Middle of the Road | Sacramento                                      |
| 38     | 1 april      | The Sweet          | Poppa Joe                                       |
|        | 8 april      | The Sweet          | Poppa Joe                                       |
|        | 15 april     | The Sweet          | Poppa Joe                                       |
| 39     | 22 april     | Salim Seghers      | Verlaat me nooit                                |
|        | 29 april     | Salim Seghers      | Verlaat me nooit                                |
|        | 6 mei        | Salim Seghers      | Verlaat me nooit                                |
| 40     | 13 mei       | Vicky Leandros     | Après toi                                       |
| 41     | 20 mei       | Middle of the Road | Samson and Delilah / The talk of all the U.S.A. |
| 39     | 27 mei       | Salim Seghers      | Verlaat me nooit                                |
|        | 3 juni       | Salim Seghers      | Verlaat me nooit                                |
|        | 10 juni      | Salim Seghers      | Verlaat me nooit                                |
| 42     | 17 juni      | Mouth & MacNeal    | Hello-a                                         |
|        | 24 juni      | Mouth & MacNeal    | Hello-a                                         |
|        | 1 juli       | Mouth & MacNeal    | Hello-a                                         |
|        | 8 juli       | Mouth & MacNeal    | Hello-a                                         |
|        | 15 juli      | Mouth & MacNeal    | Hello-a                                         |
|        | 22 juli      | Mouth & MacNeal    | Hello-a                                         |
|        | 29 juli      | Mouth & MacNeal    | Hello-a                                         |
|        | 5 augustus   | Mouth & MacNeal    | Hello-a                                         |
| 43     | 12 augustus  | Anarchic System    | Popcorn                                         |
|        | 19 augustus  | Anarchic System    | Popcorn                                         |
| 44     | 26 augustus  | Julio Iglesias     | Un canto a Galicia                              |
|        | 2 september  | Julio Iglesias     | Un canto a Galicia                              |
|        | 9 september  | Julio Iglesias     | Un canto a Galicia                              |
|        | 16 september | Julio Iglesias     | Un canto a Galicia                              |
|        | 23 september | Julio Iglesias     | Un canto a Galicia                              |
|        | 30 september | Julio Iglesias     | Un canto a Galicia                              |
|        | 7 oktober    | Julio Iglesias     | Un canto a Galicia                              |
|        | 14 oktober   | Julio Iglesias     | Un canto a Galicia                              |
| 45     | 21 oktober   | Lynsey de Paul     | Sugar Me                                        |
|        | 28 oktober   | Lynsey de Paul     | Sugar Me                                        |
|        | 4 november   | Lynsey de Paul     | Sugar Me                                        |
|        | 11 november  | Lynsey de Paul     | Sugar Me                                        |
|        | 18 november  | Lynsey de Paul     | Sugar Me                                        |
|        | 25 november  | Lynsey de Paul     | Sugar Me                                        |
| 46     | 2 december   | Gilbert O'Sullivan | Clair                                           |
|        | 9 december   | Gilbert O'Sullivan | Clair                                           |
|        | 16 december  | Gilbert O'Sullivan | Clair                                           |
|        | 23 december  | Gilbert O'Sullivan | Clair                                           |
|        | 30 december  | Gilbert O'Sullivan | Clair                                           |